# Ben Affleck
Benjamin Géza Affleck-Boldt, kendt som Ben Affleck (født 15. august 1972) er en Oscar-belønnet amerikansk skuespiller, manuskriptforfatter og filminstruktør. Han blev kendt i starten af 1990'erne for sin medvirken i filmen Good Will Hunting, som vandt en Oscar for bedste originale manuskript, og han er siden blevet en kendt skuespiller i Hollywood for sin medvirken i adskillige storfilm såsom Bounce, Pearl Harbor, Paycheck, Armageddon og Raindeer Games. Affleck instruerede kriminalfilmen Gone Baby Gone fra 2007, og i 2012 instruerede han og spillede hovedrollen i Operation Argo, der vandt en Oscar for bedste film.
Affleck er storebror til skuespilleren Casey Affleck.

## Opvækst
Affleck blev født Benjamin Géza Affleck-Boldt i Berkeley, Californien, som søn af Chris Ann (efternavn Boldt), en skolelærer, og Timothy Affleck, en socialarbejder, skolebetjent, automekaniker, bartender og tidligere skuespiller på "Theater Company of Boston". Afflecks lillebror er skuespilleren Casey Affleck. Affleck er af irsk afstamning. Hans familie flyttede til Cambridge, Massachusetts, da han var meget ung, og hans forældre blev skilt i 1984, da han var 12 år gammel. Da Affleck var otte, mødte han den 10 år gamle, Matt Damon, som boede to gader væk. Affleck og Damon gik begge på Cambridge Rindge and Latin School, selvom at de gik på forskellige årgange. Affleck blev optaget på Occidental College i Los Angeles, for senere at gå på University of Vermont.

## Karriere
|  | Dette afsnits indhold bærer præg af maskinoversættelse og/eller tvivlsomt indhold Dette afsnits indhold bærer præg af at være en maskinoversættelse og/eller meget dårligt og uklart formuleret (også kaldet "dåsedansk"). Det vurderes at sproget er så dårligt og eventuelt forkert eller til at misforstå, at det bør omskrives eller oversættes på ny. Du kan hjælpe med at oversætte til korrekt dansk i denne og lignende artikler. Hvis dette ikke sker inden for kort tid, kan en sletning komme på tale. Se evt. denne sides diskussionsside eller i artikelhistorikken. |

Affleck optrådte som barneskuespiller i PBS' børneserie The Voyage of the Mimi såvel som i adskillige tv-film. Op gennem 1990'erne spillede Affleck med i LifeStories: Families in Crisis, School Ties (med Matt Damon og Brendan Fraser), Dazed and Confused, Mallrats og Chasing Amy. Sidstnævnte var Afflecks første film i et længere samarbejde med manuskriptforfatter og instruktør Kevin Smith. Affleck har medvirket i alle Smiths film, dog undtagen Kevin Smiths første film Clerks.
Affleck havde en knap talende rolle som en high school basketballspiller i den originale Buffy the Vampire Slayer-film. Han og barndomsvennen Matt Damon havde roller som statister i filmen Field of Dreams. De spillede med i scenen i hvilken to karakterer spilles af Kevin Costner og James Earl Jones går til Fenway Park.
Affleck opnåede hele USA's opmærksomhed, da han sammen med sin bedste ven Damon skrev manuskriptet og spillede med i Good Will Hunting fra 1997. De delte æren og modtog begge en Oscar for bedste originale filmmanuskript. Sammen med Damon og producenterne Chris Moore og Sean Bailey, har Affleck stiftet produktionsselskabet LivePlanet, Under dette navn har de fire blandt andre projekter skabt dokumentarserien Project GreenLight, samt den mislykkede serie Push, Nevada. Project Greenlight var nomineret til en Emmy for "Outstanding Reality Program" in 2002, 2004 og 2005.
Efter Good Will Hunting, havde Affleck flere stjernespækkede roller i mange succes-film, herunder Armageddon, Forces of Nature, Pearl Harbor, Changing Lanes, The Sum of All Fears og Daredevil, hvilket gjorde, at Affleck blev etableret som en af Hollywoods førende mænd i begyndelsen af 2000'erne. Men efter offentliggørelsen af adskillige kritiske anmeldelser og film, der ikke trak nok biografgæster herunder Gigli (2003) and Surviving Christmas (2004), hangs Afflecks karriere i en tynd tråd. Han medvirkede ikke i nogen film indtil 2006, da han optrådte i Clerks II. Ud over at være fan af Daredevils tegneserier (Frank Millers udgave specifikt), skrev Affleck indledningen til billigbogen om "Daredevil: Guardian Devil".
Affleck gjorde comeback i september 2006, da han medvirkede i den anerkendte George Reeves' biografiske-noir film Hollywoodland. Filmen blev instrueret af HBO TV-serie-veteranen Allen Coulter. Ben Afflecks præstation var i hvert fald god nok til, at han blev nomineret til "Volpi Cup for Best Actor" ved Venice Film Festival og at han også vandt "Supporting Actor of the Year" prisen ved "Hollywood Film Festival". Affleck havde sin instruktør-debut med filmen Gone Baby Gone, i hvilken han faktisk også var med til at skrive manuskriptet. Filmen handler om to detektiver, der bor i Boston og som efterforsker en lille piges kidnapning. Man følger hvordan det påvirker deres liv. Gone Baby Gone er baseret på bogen af Dennis Lehane.
Anmelderen Jack Mathews skrev i New York Daily News: "Ben Affleck vandt en Oscar for Good Will Hunting manuskriptet, som han skrev sammen med Matt Damon, men dette er hans første outing bag kameraet. Det er lige meget hvad du synes om hans skuespil, så er han altså god som filminstruktør. Filmen har energi, tempo, sindssygt gode koreograferede sekvenser, fremragende skuespil og et par samtaler som hører til i pulp fictions hall of fame." Claudia Puig i USA Today skrev: "Ben Affleck har nået en alder, hvor han bliver instruktør." Og Stephen Hunter i Washington Post pointerede at Affleck "viser at selvom, at han aldrig har leveret en mindeværdig optræden, når han er foran kameraet, så holder han øje med, hvad der foregår bag kameraet".

## Privat
Affleck havde en oplyst forhold til Gwyneth Paltrow i perioden 1998 til januar 1999. I 2002 begyndte han at date skuespilleren/sangerinden Jennifer Lopez, som han mødte under optagelserne til Gigli. Samme år som hans forlovelse til Lopez blev annonceret og forholdet mellem de to var meget oplyst, døbte medierne dem "Bennifer." Parret brød med hinanden i 2004, trods at de var sat til at blive gift den 14. september samme år, grundet den store opmærksomhed fra pressen, og et lille uheld som Affleck havde med Christian Slater, som omhandlede dem og nogle strippere i Vancouver. Den negative omtale og medieopmærksomheden gik også ud over filmen Gigli fra 2003, som blev et box office-flop.
Han datede derefter sin Daredevil medskuespiller, Jennifer Garner og de to blev forlovet 9 måneder efter de mødte hinanden. I maj 2005 blev det annonceret af Garner var gravid, og parret blev gift den 29. juni 2005 på den caribiske øer, Turks- og Caicosøerne. Garner fødte deres datter, Violet Anne Affleck, den 1. december 2005 i Los Angeles, Californien. De har sidenhen fået datteren Seraphina Rose Elizabeth Affleck (født 2009) og sønnen Samuel Garner Affleck (født 2012).
Affleck har et feriehus i Savannah, Georgia. Familien var i Cambridge om sommeren, imens Affleck instruerede sin film Gone Baby Gone.
Affleck er en rutineret pokerspiller, og har deltaget i flere lokale dueller. Han har kæmpet imod flere berømte pokerspillere såsom Amir Vahedi and Annie Duke, og han vandt California State Poker Championship den 20. juni 2004, og bragte dermed førstepræmien på $356.400, som kvalificerede ham til 2004 World Poker Tour finale-turnering.
Affleck fik sin første tatovering, da han var 16 år gammel. Han har omkring 6 tatoveringer, inklusiv en tatovering af en delfin, som blev lavet, så den kunne dække hans high school kærestes navn. Tatoveringer er blevet lavet af adskillige kunstnere, inklusive Paul Timman.

## Filmografi
| År   | Film                               | Rolle                          | Bemærkninger             |
| ---- | ---------------------------------- | ------------------------------ | ------------------------ |
| 1984 | The Voyage of the Mimi             | C.T. Granville                 |                          |
| 1991 | Danielle Steel's Daddy             | Benjamin 'Ben' Watson          |                          |
| 1992 | School Ties                        | Chesty Smith                   |                          |
| 1993 | Dazed and Confused                 | Fred O'Bannion                 |                          |
| 1995 | Mallrats                           | Shannon Hamilton               |                          |
| 1996 | Glory Daze                         | Jack                           |                          |
| 1997 | Good Will Hunting                  | Chuckie Sullivan               | også Writer              |
| 1997 | Chasing Amy                        | Holden McNeil                  |                          |
| 1997 | Going All the Way                  | Tom "Gunner" Casselman         |                          |
| 1998 | Shakespeare in Love                | Ned Alleyn                     |                          |
| 1998 | Armageddon                         | A.J. Frost                     |                          |
| 1998 | Phantoms                           | Sheriff Bryce Hammond          |                          |
| 1999 | Dogma                              | Bartleby                       |                          |
| 1999 | Forces of Nature                   | Ben Holmes                     |                          |
| 1999 | 200 Cigarettes                     | Bartender                      |                          |
| 2000 | Bounce                             | Buddy Amaral                   |                          |
| 2000 | Reindeer Games                     | Rudy Duncan                    |                          |
| 2000 | Boiler Room                        | Jim Young                      |                          |
| 2001 | Jay and Silent Bob Strike Back     | Holden McNeil/Ham selv         |                          |
| 2001 | Pearl Harbor                       | Flyvevåbenspilot Rafe McCawley |                          |
| 2002 | The Sum of All Fears               | Jack Ryan                      |                          |
| 2002 | Changing Lanes                     | Gavin Banek                    |                          |
| 2003 | Paycheck                           | Michael Jennings               |                          |
| 2003 | Gigli                              | Larry Gigli                    |                          |
| 2003 | Daredevil                          | Matt Murdock/Daredevil         |                          |
| 2004 | Surviving Christmas                | Drew Latham                    |                          |
| 2004 | Jersey Girl                        | Ollie Trinke                   |                          |
| 2005 | Elektra                            | Matt Murdock/Daredevil         | (Scene Cut)              |
| 2006 | Clerks II                          | Gawking Guy                    |                          |
| 2006 | Hollywoodland                      | George Reeves                  |                          |
| 2006 | Man About Town                     | Jack Giamoro                   |                          |
| 2007 | Gone Baby Gone                     |                                | Director                 |
| 2007 | Smokin' Aces                       | Jack Dupree                    |                          |
| 2009 | Han er bare ikke vild med dig      | Neil                           |                          |
| 2009 | State of Play                      | Stephen Collins                | post-production          |
| 2010 | The Town                           | Douglas "Doug" MacRay          | Director                 |
| 2012 | Operation Argo                     | Tony Mendez                    | Instruktør og hovedrolle |
| 2013 | To the Wonder                      | Neil                           |                          |
| 2013 | Runner Runner                      | Ivan Block                     |                          |
| 2014 | Gone Girl                          | Nick Dunne                     |                          |
| 2016 | Batman v Superman: Dawn of Justice | Bruce Wayne / Batman           |                          |
| 2016 | Suicide Squad                      | Bruce Wayne / Batman           | Uncredited               |
| 2016 | The Accountant                     | Christian Wolff                |                          |
| 2016 | Lev om Natten                      | Joe Coughlin                   | Instruktør og hovedrolle |
| 2017 | Justice League                     | Bruce Wayne / Batman           |                          |
| 2019 | Triple Frontier                    | Tom "Redfly" Davis             |                          |